# Krystyna Kuhn

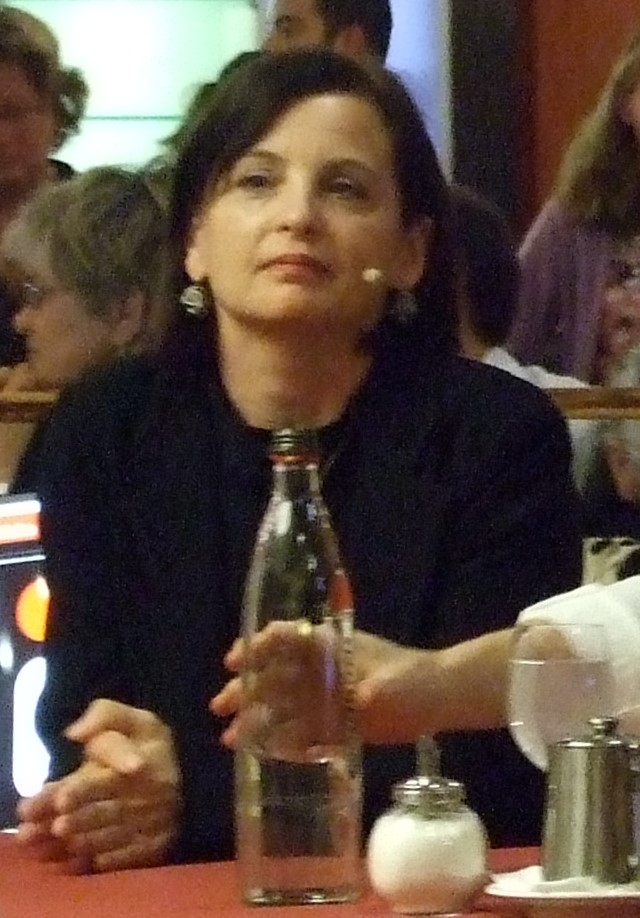
Krystyna Kuhn nel 2009 a Francoforte sul Meno

Krystyna Kuhn (Würzburg, 1960) è una scrittrice tedesca.

## Biografia
Krystyna Kuhn è la settima di otto figli. Ha studiato slavo, germanico e storia dell'arte, anche a Mosca e a Cracovia.
Ha lavorato come redattrice ed editore. Dal 1998 è una scrittrice freelance e scrive soprattutto thriller e libri mistery.
Vive con il marito e la figlia vicino a Francoforte sul Meno.
Ha scritto diversi libri ma in Italia sono stati pubblicati solo due dalla Casa Editrice Nord, entrambi facenti parte della serie ambientata al Grace College.

## Libri

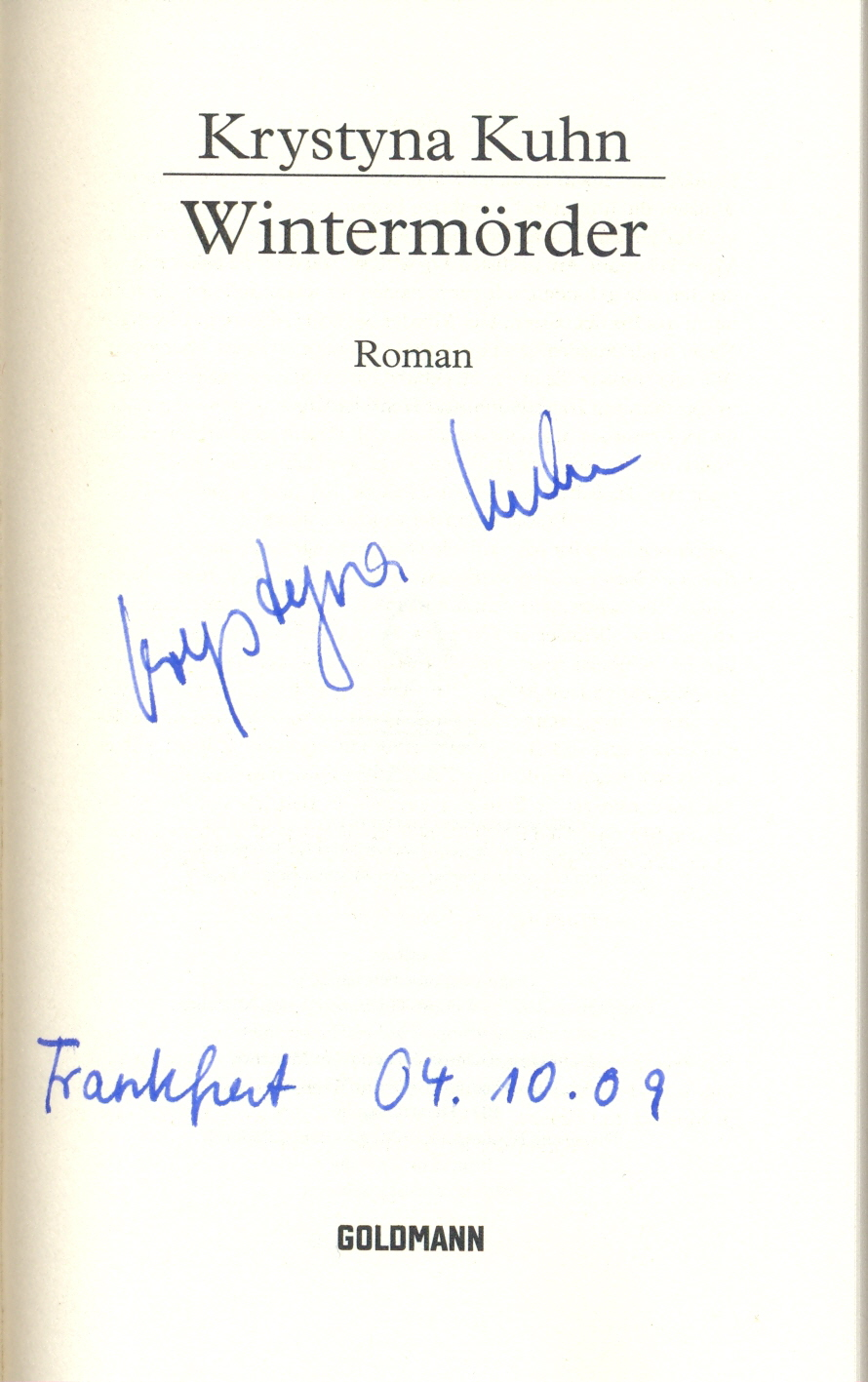
Autografo di Krystyna Kuhn

- Il segreto del Grace College edito il 27 febbraio 2011
- Il gioco dei fantasmi edito il 6 ottobre 2011